# Ruskoevropská lajka
Ruskoevropská lajka (rusky:  Русско-европейская лайка [Rusko-jevrapejskaja lajka], anglicky: Russo-European Laika) je ruské psí plemeno.

## Historie

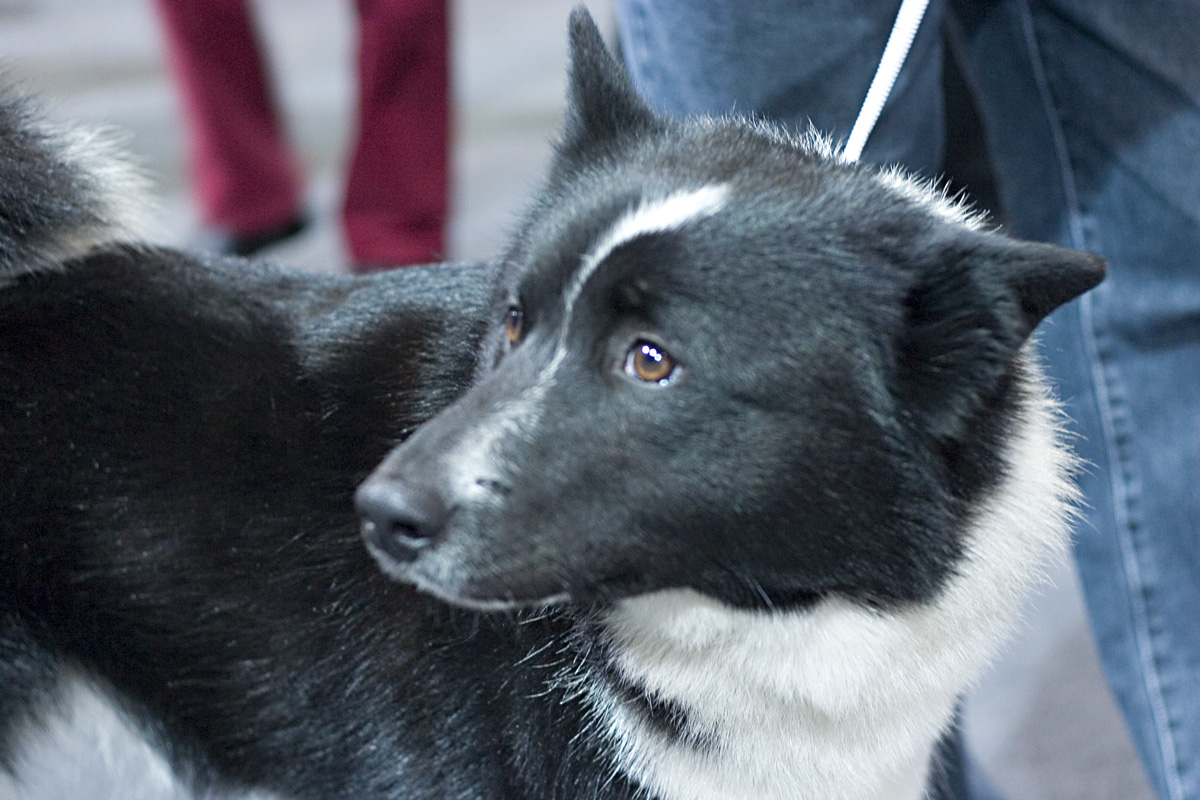

Ruskoevropská lajka byla vyšlechtěna v 19. století v Rusku, především jako lovecký pes. Vznikla křížením karelských medvědích psů a místních typů lajek (udmuritskou, komijskou. kapelskou, voťackou aj.). Zakládajícím psem, který měl rozhodnout o exteriéru ruskoevropských lajek, byl šampion Putik. Původně se tito psi využívali jako pracovní, a to především k loveckým účelům. V současné době se využívá hlavně jako společník.
První záznam o severských psech se zašpičatělýma ušima podobných dnešním ruskoevropským lajkám byl publikován roku 1895. Velké snížení počtu ruskoevropských lajek přišlo v roce 1980, kdy byl zakázán lov veverek, a i když byl lov o pár let později znovu povolen, počty lajek se nezvýšily. Standard plemene byl schválen v roce 1952.
Oficiální zkratka používaná v Česku je REL, číslo standardu ČMKU je 304. V současné době (2015) je plemeno málo známé a v Česku je jen pár chovatelských stanic. Zastřešuje jej zde Klub karelských medvědích psů a lajek.

## Vzhled
Ruskoevropská lajka je středně velký pes, lehké tělesné konstrukce. Pes působí kvadratickým dojmem, délka těla je rovna kohoutkové výšce, Osvalení je suché a dobře vyvinuté. Výrazný a dobře zřetelný pohlavní dimorfismus. Srst, která pokrývá celé tělo, je tvrdá, rovná a má velmi hustou podsadu, zbarvení je černé se skvrnami nebo jednobarevné. Výška v kohoutku se pohybuje u psů mezi 52 a 58 cm, u fen je to 50 – 56 cm. Hmotnost je mezi 20 a 22 kg. Hlava je suchá, při pohledu shora má klínovitý tvar. Uši vztyčené, poměrně malé, vysoko nasazené ve tvaru V. Stop je mírně vyznačený. Oči oválné, šikmo položené, s tmavě hnědými duhovkami. Nosní houba je vždy černá, zuby mají nůžkový skus a pysky jsou pevně přiléhající. Krk dobře osvalený, rovný a dlouhý. Hřbet rovný, silný, osvalený, střední šíře. Ocas je nasazený vysoko a pes ho nosí stylem typickým pro špice; zatočený nad hřbetem. Srst na něm tvoří prapor. Nohy jsou dlouhé, štíhlé, ale dobře osvalené, zakončené kulatými, téměř kočičími tlapkami.

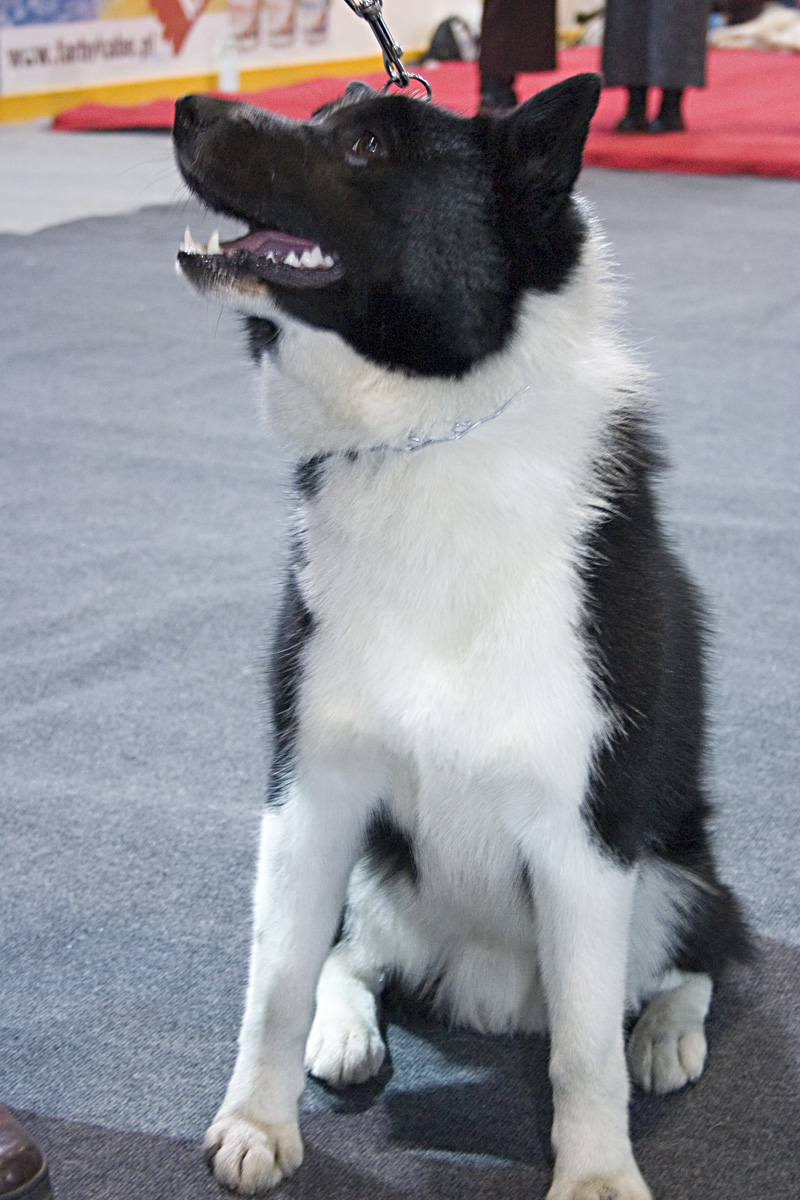

### Podobná plemena
- Karelský medvědí pes
- Východosibiřská lajka
- Západosibiřská lajka

## Povaha
Povahově je ruskoevropská lajka tvrdohlavý, dominantní, aktivní, bystrý a energický pes, schopný pronásledovat i tak velká zvířata, jako jsou třeba sobi. Špatně vychází s jinými psy, hlavně kvůli její dominanci. Na kořist upozorňuje výrazným hlasem. Je loajální a oddaná vůči své rodině. Přesto že se chová jako pes lovecký a pracovní je také velmi vhodný do společnosti a proto chován i jako společník. Díky svému chování je to výborný  rodinný pes. Má dobře vyvinuté lovecké pudy. Je to dobrý hlídač, který imponuje nejen svojí velikostí, ale i hlasem a vystupováním. Má sklony pronásledovat rychle se pohybující předměty.

## Péče
Ruskoevropská lajka nepotřebuje mnoho péče a je vhodná pro celoroční pobyt venku, její hustá srst ji chrání před zimou i jinými neduhy počasí. Její srst extrémně líná 2x ročně (na jaře a na podzim), v tomto období je nutné ji vyčesávat častěji, jinak stačí pročesat jednou za týden. Vyžaduje hodně pohybu jakéhokoliv typu.